# Tim Commerford
Timothy Robert „Tim“ Commerford (* 26. února 1968, Irvine, Kalifornie, USA) je americký baskytarista, člen amerických hudebních skupin Rage Against the Machine, Audioslave a od roku 2016 hraje ve skupině Prophets of Rage a také ve své kapele Wakrat. Je znám také pod pseudonymy Timmy C, Y. tim K., Simmering T, Tim Bob a tim.com.

## Život
Je nejmladší ze šesti dětí. Jeho otec byl letecký inženýr, matka byla učitelkou matematiky. Je francouzského a irskeho původu.
V páté třídě základní školy se setkal se svým budoucím kolegou z RATM Zackem de la Rochou. V té době byla jeho matce diagnostikována rakovina mozku. Od té doby žil se svým otcem, zatímco matka se léčila v Sacramentu. V roce 1988 zemřela.
V roce 2000 byla skupina nominována na MTV Video Music Awards na nejlepší rockové video za píseň "Sleep Now in the Fire". Cenu však vyhrála skupina Limp Bizkit za píseň "Break Stuff". Commerford na protest proti prohře vyběhl na pódium, vylezl na vrchol lešení, které stálo za členy Limp Bizkit a odmítal slézt. Lešení přitom nebylo vůbec stavěné na velkou zátěž. Zpěvák Limp Bizkit Fred Durst Commerforda hecoval, aby skočil. Sundala ho až ochranka a Commerford strávil noc ve vězení. Později celou záležitost označil jako pokus o vtip.
V roce 2001 se oženil se svou dlouholetou přítelkyní Aleece Dimas. Mají spolu dva syny Xaviera a Quentina, žijí v Malibu.
Byl ovlivněn skupinami jako Cypress Hill a N.W.A. Je znám pro svá četná tetování. Má jimi pokrytých 65% svého těla (ruce, levou nohu, hrudník a záda). Je vegan a milovník jízdy na kole.

## Diskografie
| Rage Against the Machine - Rage Against the Machine (1992; USA: 4x platinové album) - Evil Empire (1996; USA: 3x platinové album) - Live & Rare (1998) - The Battle of Los Angeles, (1999; USA: 2x platinové album) - Renegades (2000; USA: 2x platinové album) - Live at the Grand Olympic Auditorium (2003) | Audioslave - Audioslave (2002; USA: 3x platinové album) - Out of Exile (2005; USA: platinové album) - Revelations (2006; USA: zlaté album) |